# NEXON Korea
NEXON Korea Corporation（ネクソン・コリア・コーポレーション、朝: 넥슨코리아、日: ネクソン・コリア株式会社）は、MMORPGなどオンラインゲームを開発運営している大韓民国の企業。現在、本社である日本法人は株式会社ネクソン。
2011年12月14日、日本法人のネクソンを東京証券取引所1部（現・プライム市場）に上場、同時に本社を日本に移転し、韓国のNEXONは社名をNEXON Korea Corporationに変え、株式会社ネクソンの子会社になった。

## 略史
1994年、金正宙（キム・ジョンジュ）によって創業。
1996年、世界最初の映像つきオンラインゲームである『風の王国』を運営開始。商業的にも成功を収める。
2003年、同じ韓国の開発会社であり、世界各国でヒットしていた『メイプルストーリー』のWizet社を買収し大きく市場を広げた。

## 海外展開

### 日本
1999年10月、グレイスネットとの事業提携により日本市場に参入。2000年3月にはグレイスネットは合併によりソリッドネットワークスとなった。2000年9月、ソリッドネットワークスはNEXONへの第三者割当増資により合弁会社となり、社名を株式会社ネクソンジャパンに変更した。しかし2002年1月、ネクソンジャパンはソリッドネットワークスに社名を戻す。
2002年12月18日、（新）株式会社ネクソンジャパンを設立し、新しい拠点とした。2009年4月1日、株式会社ネクソンに社名変更。
2011年12月14日、東京証券取引所第1部に上場し、NEXON Koreaを含む海外のネクソンを総括する本社になった。

### アメリカ
アメリカ法人は両米大陸の事業を統括している。
2005年10月、NXGamesを設立。2006年11月2日、NEXON Americaに社名変更。2006年11月9日、MTV Networksと提携。

### ヨーロッパ
2007年4月9日、NEXON Europe設立。